# 시나이 정교회

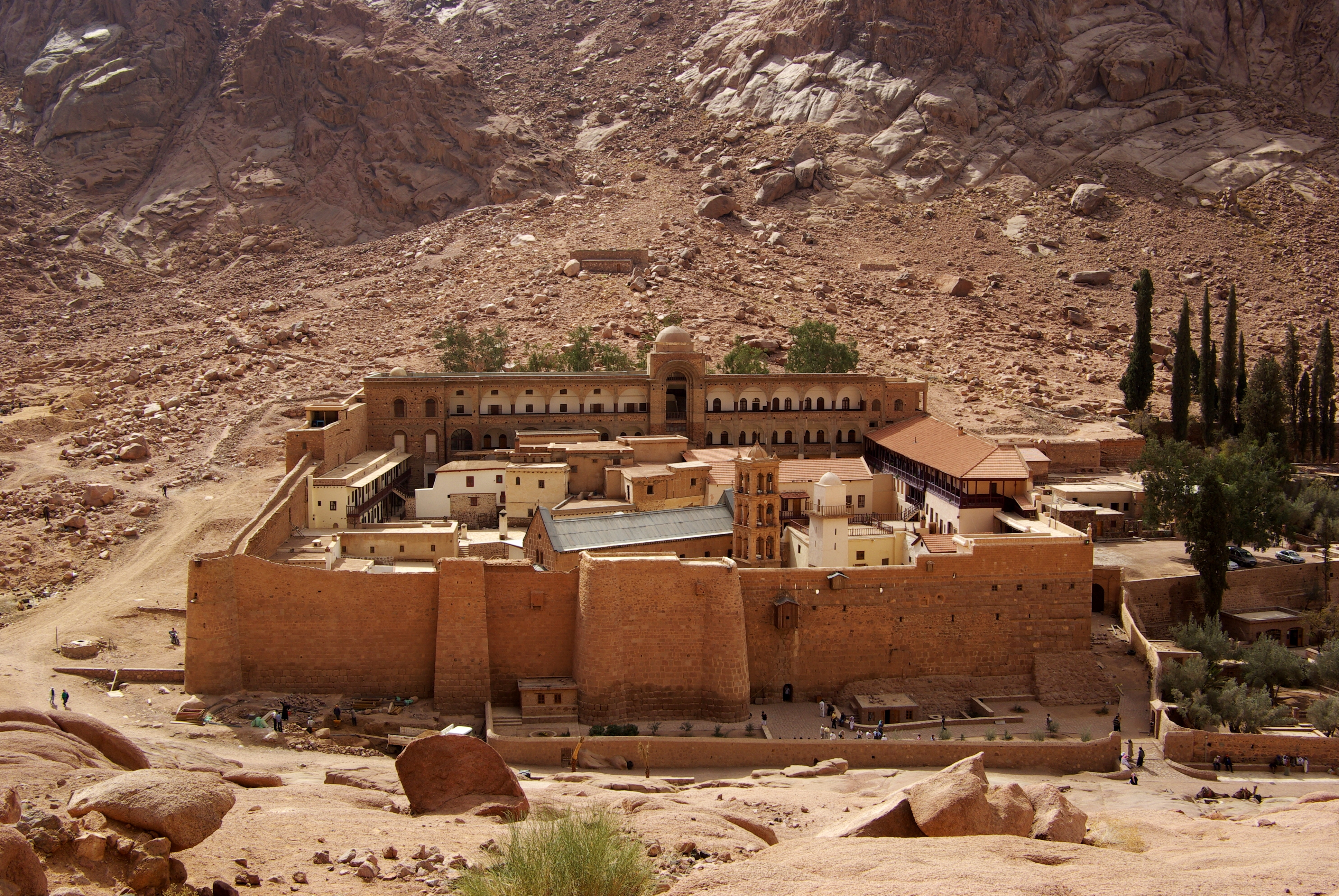
성녀 가타리나 수도원

시나이 정교회는 이집트 시나이산기슭에 있는 성녀 가타리나 수도원과 몇몇 보호령으로 구성된 그리스 정교회 계열의 자치 교회이다. 교회의 수장은 시나이산과 라티우 관구 대주교이며, 전통적으로 예루살렘 정교회 총대주교에 의해 서임된다. 관구 대주교는 또한 성녀 가타리나 수도원의 수도원장으로도 봉사하고 있다.

## 역사
시나이 정교회가 생긴 것은 성녀 가타리나 수도원으로 더 잘 알려진 구세주 변모 수도원 덕택이다. 수도원의 기원은 콘스탄티누스 대제의 모후인 헬레나가 모세가 봤던 불타는 떨기나무가 있었다고 전해지는 자리 위에 세운 경당으로 거슬러 올라간다. 527년~565년에 유스티니아누스 1세는 경당을 에워싸는 형태로 수도원을 지을 것을 명령했다. 수도원은 알렉산드리아의 가타리나와 관련이 있는데, 그녀의 유해가 이곳에 기적적으로 옮겨졌다고 전해지기 때문이다.
성녀 가타리나 수도원은 본래 9세기 이래 예루살렘 총대주교청의 일부인 파란 교구에 속해 있었다. 681년 파란의 주교가 이단인 단의설에 빠져 면직된 후, 주교좌는 성녀 가타리나 수도원으로 이전되어 수도원장이 파란의 주교직을 맡게 되었다. 이후 라소 교구와 성녀 가타리나 수도원이 연합하면서 시나이의 모든 그리스도인은 수도원장-관구 대주교의 재치권 아래 들어갔다.
1575년 콘스탄티노폴리스 총대주교는 시나이산에 자치권을 부여했으며, 1782년에 이 결정을 재확인했다.
오늘날 시나이에는 수도원 공동체의 20여 명에 달하는 수사들 외에도 수백명의 베두인족과 어부가 살고 있다. 1967년 이스라엘의 3차 침공 이래 시나이 지역 사회가 직면한 가장 큰 문제는 아마도 수많은 관광객들이 방문하는 와중에도 수도 생활을 계속 유지해나가는 것일 것이다. 이 문제는 1982년 시나이가 이집트로 반환된 이후에도 계속되었으며, 이 지역의 인구는 증가하고 있는 추세다. 2000년 2월 26일에는 교황 요한 바오로 2세가 이곳 수도원을 방문했다.

## 특징
성녀 가타리나 수도원의 도서관은 오랜 역사와 사본들로 유명하다. 1859년 독일의 신학자 콘스탄틴 본 티셴도르프가 이곳 도서관에서 시나이 사본을 발견했다. 오늘날 도서관은 약 4천 개의 사본들을 포함하여, 고대의 성화 일부가 보관되어 있다. 이곳 수도원에 보관된 성화는 성상 파괴 운동 때 동로마 제국에서 많은 성화가 파괴되던 와중에서도 살아남았다.
현재 수도원에는 도서관 외에도 현지인을 위한 작은 숙소와 병원이 있다. 수사들은 또한 1860년 이래로 카이로에서 학교를 운영해오고 있다. 성녀 가타리나 수도원은 역사적으로 다른 나라에서도 많은 성당과 수도원을 운영하고 있다. 2006년 카이로(수도원장이 여기에 종종 머물기도 한다.)와 알렉산드리아 뿐만 아니라 그리스에 9곳, 키프로스에 3곳, 레바논에 1곳, 이스탄불에 1곳이 있다.